# Берешти-Сат (Галац)
Берешти-Сат (рум. Bereşti-Sat) насеље је у Румунији у округу Галац. Oпштина се налази на надморској висини од 174 m.

## Становништво
Према подацима из 2011. године у насељу је живело 4352 становника.